# Подлесе-Дуже (Люблінське воєводство)
Подлесе-Дуже (пол. Podlesie Duże) — село в Польщі, у гміні Радечниця Замойського повіту Люблінського воєводства.
Населення — 192 особи (2011).
У 1975-1998 роках село належало до Замойського воєводства.

## Демографія
Демографічна структура станом на 31 березня 2011 року:
|          | Загалом | Допрацездатний вік | Працездатний вік | Постпрацездатний вік |
| -------- | ------- | ------------------ | ---------------- | -------------------- |
| Чоловіки | 91      | 13                 | 61               | 17                   |
| Жінки    | 101     | 16                 | 49               | 36                   |
| Разом    | 192     | 29                 | 110              | 53                   |